# Eva Moser (Schachspielerin)
Eva Moser (* 26. Juli 1982 in Tamsweg; † 31. März 2019 in Graz) war eine österreichische Schachmeisterin.

## Leben
Seit ihrer Schulzeit spielte Eva Moser Schach. Sie wurde achtmal Jugendstaatsmeisterin. Im Jahre 1998 wurde sie in Mureck Vize-Europameisterin der unter 16-jährigen Mädchen. Ebenfalls 1998 belegte sie den fünften Platz bei den Jugendweltmeisterschaften U16 weiblich im spanischen Oropesa del Mar. Nach dem Gymnasium schloss sie ein Bachelor-Studium der Betriebswirtschaftslehre in Graz ab. Im Jahr 1999 gehörte sie zur österreichischen Mannschaft beim Mitropa-Pokal. Moser spielte im Jahr 2000 erstmals im österreichischen Damenteam bei der Schacholympiade in Istanbul. Sie wurde 2003 als erste Österreicherin zum Großmeister der Frauen (WGM) ernannt und war die einzige Österreicherin mit diesem Titel, ehe 2015 Regina Theissl-Pokorná vom slowakischen zum österreichischen Verband wechselte. Seit 2004 trug Moser zugleich den Titel eines Internationalen Meisters. 2004 wurde sie bei der allgemeinen Staatsmeisterschaft Zweite und vertrat Österreich bei der Schacholympiade in Calvià 2004 am ersten Brett der allgemeinen Mannschaft.
Ihr größter Erfolg war ihr Staatsmeistertitel 2006 im allgemeinen Turnier. Im selben Jahr gewann sie mit ihrem Verein Styria Graz auch die österreichische Mannschaftsmeisterschaft. In den Jahren 2010 und 2011 gewann sie die Österreichische Staatsmeisterschaft der Frauen. Über den Jahreswechsel 2013/2014 gewann sie ein in Augsburg ausgetragenes GM-Turnier und erzielte damit ihre erste Großmeisternorm.
Im Februar 2015 führte Moser die österreichische Rangliste der Frauen mit deutlichem Vorsprung an. In der Weltrangliste der Frauen belegte sie den 34. Platz, in der gesamten österreichischen Eloliste den fünften Platz. Ihr Trainer war der österreichische Schachgroßmeister bulgarischer Herkunft Ilija Balinow.
Über mehrere Jahre war sie Redakteurin der Zeitschrift Schach Aktiv.
Ab 2015 zog sie sich aus gesundheitlichen Gründen vom Wettkampfschach zurück. Sie starb am 31. März 2019 im Alter von 36 Jahren an Leukämie.

## Nationalmannschaft
Eva Moser nahm dreimal (1999, 2002 und 2004) am allgemeinen Wettbewerb des Mitropacups teil. Bei der Schacholympiade 2004 spielte sie in der offenen Klasse am Spitzenbrett der österreichischen Auswahl, bei vier weiteren Schacholympiaden (2000, 2008, 2010 und 2014) spielte sie in der österreichischen Frauenmannschaft. An der Mannschaftseuropameisterschaft der Frauen nahm sie 2003, 2007, 2009, 2011 und 2013 teil und erreichte 2003 das drittbeste Einzelergebnis am Spitzenbrett.

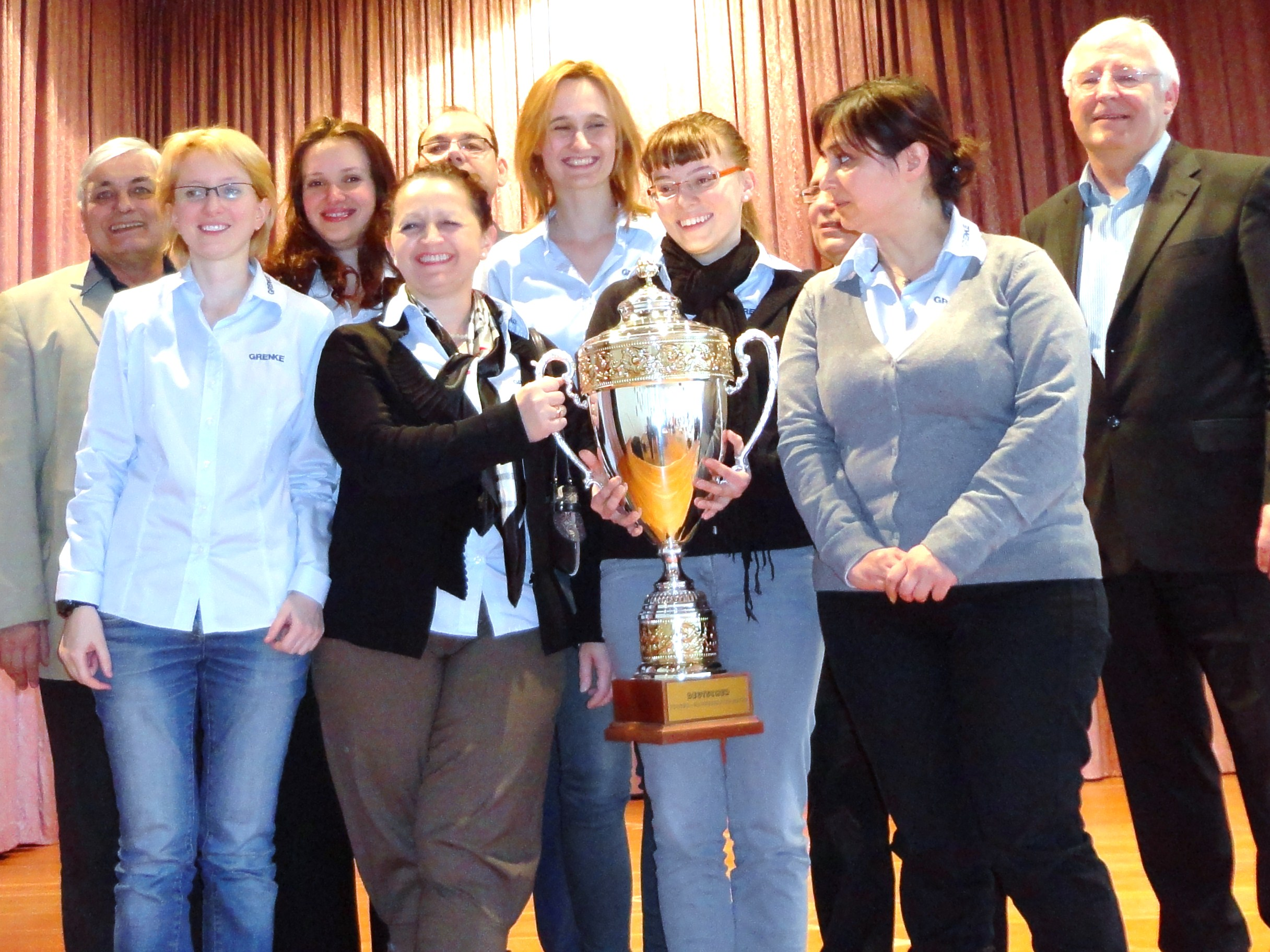
OSG Baden-Baden 2012 in Baden-Baden

## Vereine
In der österreichischen 1. Bundesliga (bis 2003 Staatsliga A) spielte Moser von 2000 bis 2002 für Union Raika Gamlitz, von 2004 bis 2011 für Union Styria Graz, mit dem sie 2006 die österreichische Mannschaftsmeisterschaft gewann, und von 2013 bis 2015 für den SV Wolfsberg.
In der deutschen 1. Bundesliga spielte sie von 2006 bis 2008 für den SC Kreuzberg. In der deutschen Frauenbundesliga spielte sie von 2000 bis 2005 für den Dresdner SC, mit dem sie 2002 die Frauenbundesliga gewann. Von 2006 bis 2015 spielte sie für die OSG Baden-Baden, für die sie auch in der Saison 2016/17 gemeldet war. Mit Baden-Baden gewann Moser 2008, 2009, 2011, 2012, 2013 und 2015 die deutsche Mannschaftsmeisterschaft der Frauen.

## Partiebeispiel
|   | a | b | c | d | e | f | g | h |   |
| 8 |   |   |   |   |   |   |   |   | 8 |
| 7 |   |   |   |   |   |   |   |   | 7 |
| 6 |   |   |   |   |   |   |   |   | 6 |
| 5 |   |   |   |   |   |   |   |   | 5 |
| 4 |   |   |   |   |   |   |   |   | 4 |
| 3 |   |   |   |   |   |   |   |   | 3 |
| 2 |   |   |   |   |   |   |   |   | 2 |
| 1 |   |   |   |   |   |   |   |   | 1 |
|   | a | b | c | d | e | f | g | h |   |

In der folgenden Partie besiegte Moser mit den schwarzen Steinen bei der Schacholympiade in Tromsø 2014 die Indoneserin Irine Kharisma Sukandar.
Sukandar–Moser 0:1
Tromsø, 14. August 2014
Philidor-Verteidigung, C41
1. e4 d6 2. d4 Sf6 3. Sc3 e5 4. Sf3 Sbd7 5. Lc4 Le7 6. 0–0 0–0 7. Te1 c6 8. a4 a5 9. La2 h6 10. h3 Sh7 11. Le3 Sg5 12. Sd2 Sb6 13. dxe5 dxe5 14. Dh5 Sd7 15. Tad1 Dc7 16. Sc4 Sf6 17. De2 Sd7 18. Dh5 Sf6 19. De2 Sd7 20. Td2 Sc5 21. Ted1 Le6 22. f3 Lxc4 23. Dxc4 Sge6 24. Se2 Tfd8 25. Sg3 Txd2 26. Txd2 Lg5 27. Lxg5 hxg5 28. De2 Db6 29. De3 Dxb2 30. c3 Da3 31. Sf5 Dxa4 32. Lxe6 Sxe6 33. Td7 Db3 34. Sd6 Sf8 35. Txf7 Dd1+ 36. Kh2 Dxd6 37. Txb7 Df6 38. Dd3 a4 39. Dc4+ De6 40. Db4 a3 41. Te7 Dxe7 0:1

## Veröffentlichungen
- Eva Moser, Thomas Luther: Die große Eröffnungsschule. dreiteiliger Multimediakurs (ChessBase 2005).
- Eva Moser: Das Königsgambit. Multimediakurs (ChessBase 2005).
- Eva Moser: Sizilianisch mit 2. c3. Multimediakurs (ChessBase 2005).
- Eva Moser, Thomas Luther: Grünfeld-Indisch. Multimediakurs (ChessBase 2007).
- Eva Moser: Phantasie statt Theorie 1. d4 c5! Multimediakurs (ChessBase 2013).